# Karadah
Karadah (ukr. Карадаг lub Кара-Даг, krymskotat. Qara Dağ – Czarna Góra) – masyw wulkaniczny na Krymie we wschodniej części Gór Krymskich pomiędzy dolinami Koktebela i Otuzy.
Tworzą go dwa wygasłe wulkany: Choba-Tepe (Хоба-Тепе) o wysokości 440 m n.p.m., położony na brzegu morza, oraz drugi, najwyższy szczyt masywu o nazwie Święta Góra (Святая Гора) i wysokości 577 m n.p.m. Masyw objęty jest ochroną jako rezerwat. U podnóża Karadahu na morzu znajduje się brama skalna, tzw. Złote Wrota.

## Geologia
Funkcjonują dwa konkurencyjne poglądy nt. sytuacji geologicznej Karadahu. Według pierwszego, skały wulkaniczne zostały przemieszczone tektonicznie w dzisiejszy rejon przez ruchy górotwórcze orogenezy alpejskiej, a więc są alochtoniczne. Druga koncepcja natomiast głosi, że wulkanity Karadahu są autochtoniczne i znajdują się w miejscu pierwotnego wulkanizmu.
Wiek wulkanitów Karadahu wydatowano na późną jurę. Podstawową masę masywu tworzą trzy wielkie poziomo położone ciała, zbudowane z law i tufów. Najniższe, złożone głównie z zasadowych oraz obojętnych law ma 600 m miąższości, środkowe, utworzone w znacznym stopniu przez tufy i brekcje tufowe ma 240 m miąższości, a najwyższe, w którym przeważają bardziej kwaśne liparyty 600 m. Dolny i środkowy poziom buduje skały przybrzeżne, a najwyższy Świętą Górę. Oprócz tych trzech poziomych struktur, w masywie są liczne dajki. Do głównych skał masywu zalicza się takie skały jak: dacyt, andezyt, trachit; znacznie rzadszy jest bazalt. W porach skał wulkanicznych powstały liczne agaty i ametysty, a w strefie krążenia gorących roztworów wykształciły się spore soczewy jaspisów. Minerały te były pozyskiwane do celów jubilerskich w XIX wieku. Oprócz skał wulkanicznych występują też w głębi lądu skały osadowe kredy i paleogenu, głównie wapienie z licznymi skamieniałościami.

## Rezerwat
Cały obszar Karadahu objęty jest ścisłą ochroną. Rezerwat, założony w 1979 obejmuje 2874,2 ha, w tym 809 ha wód Morza Czarnego. Wstęp do rezerwatu tylko z przewodnikiem i wyłącznie od strony dyrekcji we wsi Kurortnoje, gdzie znajduje się też muzeum poświęcone budowie geologicznej i przyrodzie Karadahu. Stąd prowadzi jedyna stała trasa turystyczna długości 7 km. Oprócz tego istnieje też trasa morska prowadząca wzdłuż pionowo opadających do morza skał i urwisk Karadahu, przekraczających 200 m wysokości. Najniżej położone twarde wulkanity są erodowane przez fale, a tufy, tworzące wyższą część urwisk, są erodowane przez wiatr i wody atmosferyczne. W konsekwencji powstała bardzo urozmaicona rzeźba i różne wietrzeniowe skałki, co powoduje, że trasa morska wzdłuż brzegu jest jedną z głównych atrakcji turystycznych Krymu. Na terenie rezerwatu licznie występuje bardzo jadowity pająk karakurt (Latrodectus tredecimguttatus), błędnie opisywany jako czarna wdowa.

## Galeria

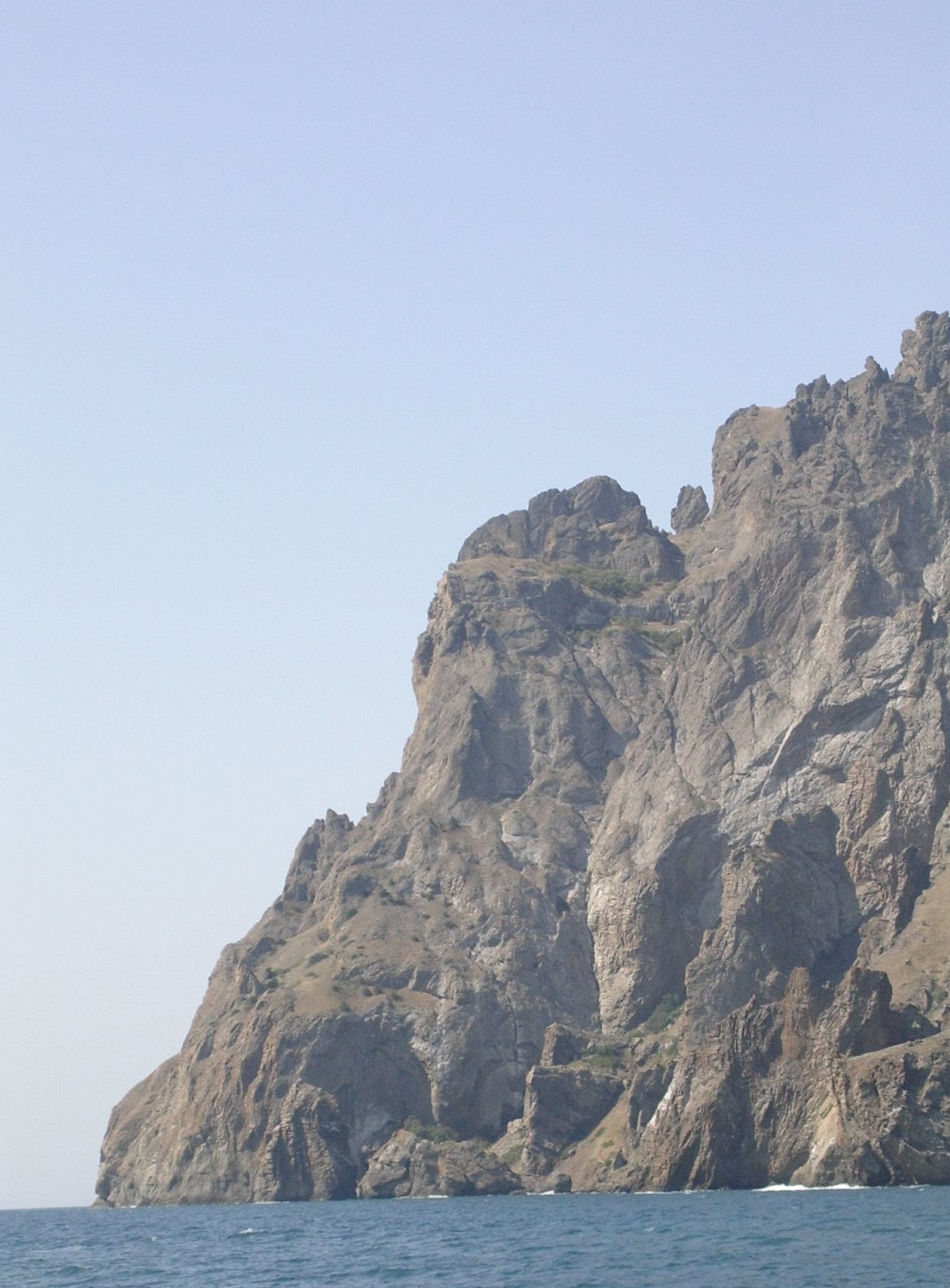
Spojrzenie na Karadah od strony morza
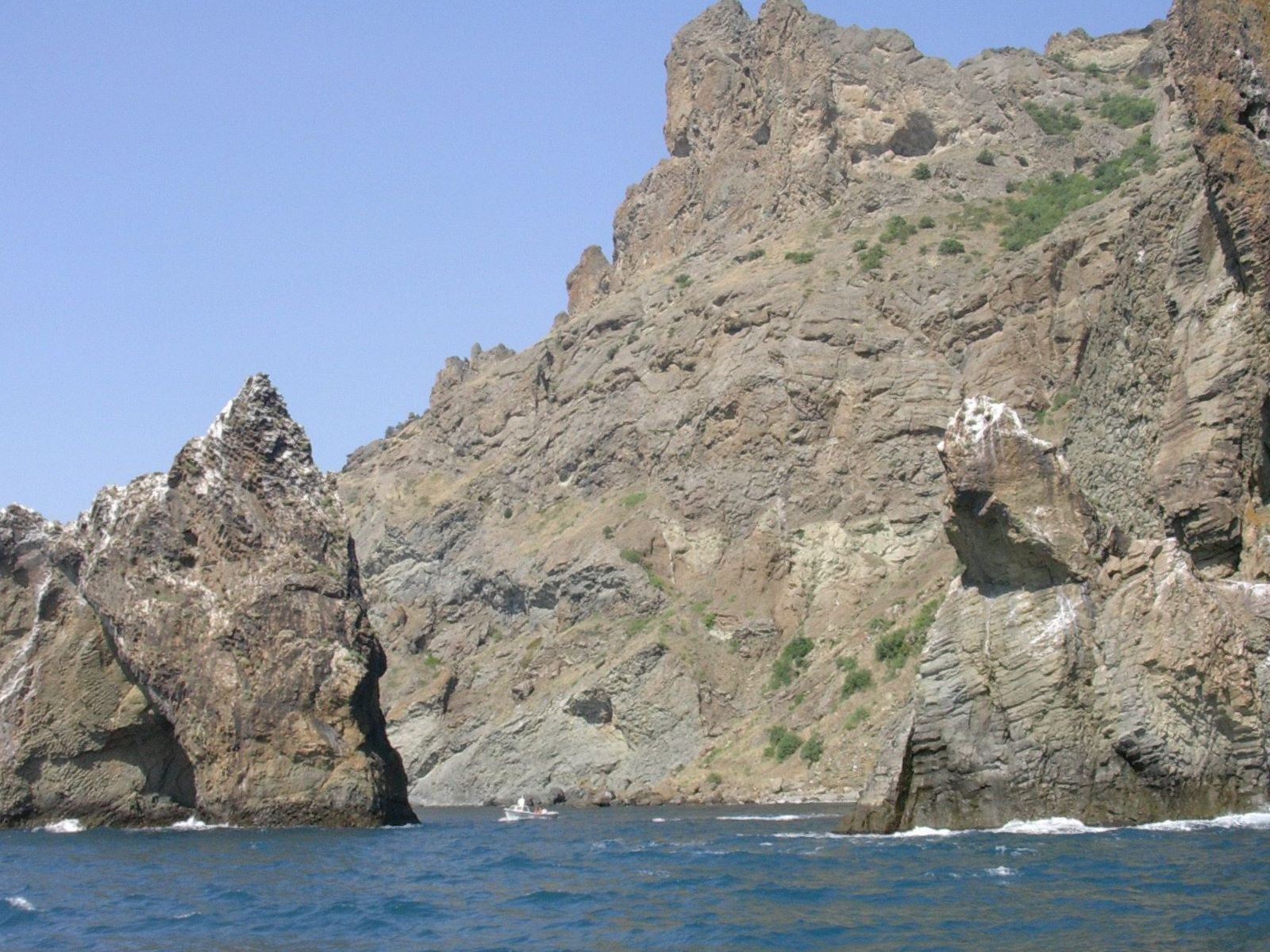
Karadah ze Złotymi Wrotami (po lewej)
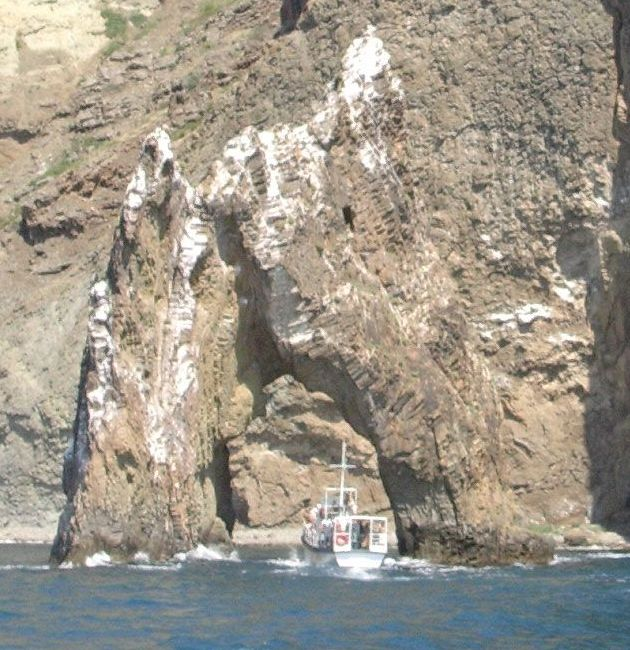
Statek wycieczkowy w Złotych Wrotach
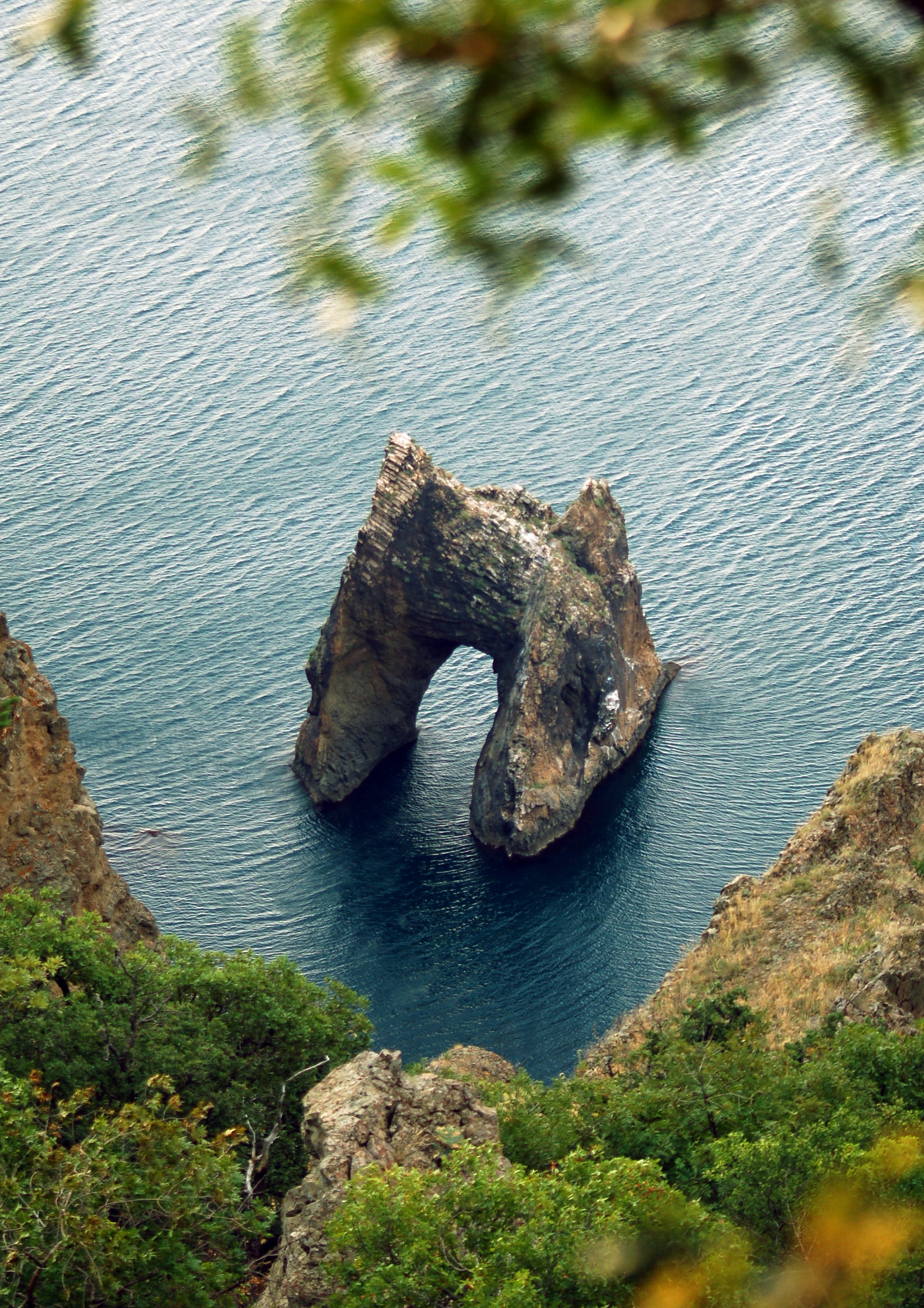
Złote Wrota widziane ze szczytu Karadahu